# Sabine Bergmann-Pohl
Sabine Bergmann-Pohl, född 20 april 1946 i Eisenach, är en tysk politiker tillhörande partiet CDU.
Hon valdes den 5 april 1990 till ordförande (talman) för det östtyska parlamentet (Volkskammer). Samtidigt antogs en författningsändring i vilken det fastslogs att det regerande statsrådet  (Staatsrat der DDR) blev upplöst. All maktbehörighet som statsrådets ledare innehade flyttades därmed till parlamentets talman. Därmed var Sabine Bergmann-Pohl Östtysklands sista statsöverhuvud. Hon ledde regeringsarbetet i Östtyskland fram till den tyska återföreningen den 3 oktober 1990 då hon blev medlem i Tysklands förbundsregering. Hon hade där olika uppgifter fram till 1998 då hon gick i pension.